# Giorgi Shermadini
Giorgi Shermadini (en géorgien : გიორგი შერმადინი) est un joueur géorgien de basket-ball né le 2 avril 1989 à Mtskheta, Géorgie, URSS. Il joue au poste de pivot.

## Biographie
Champion d'Europe avec l'Olympiakós en 2013, Shermadini rejoint le CAI Zaragoza, club de première division espagnole à l'été. En février 2014, il retourne à l'Olympiakós en y signant un contrat courant jusqu'à la fin de la saison. Shermadini retourne à Saragosse au début de la saison 2014-2015 mais, en réhabilitation après une blessure au genou, son contrat est suspendu en septembre. Il signe en novembre 2014 avec le Pallacanestro Cantù,.
En juillet 2019, Shermadini s'engage pour une saison avec l'Iberostar Tenerife.
Shermadini est élu dans la meilleure équipe-type de la saison 2019-2020 en Liga ACB avec le MVP hispano-monténégrin Nikola Mirotić, l'Argentin Facundo Campazzo, le Slovène Klemen Prepelič et le Français Axel Bouteille.
Lors de la saison 2020-2021, Shermadini est élu meilleur joueur (MVP) de la Liga ACB.

## Palmarès
- MVP du championnat d'Espagne 2020-2021
- Champion de Géorgie 2006, 2007, 2008
- MVP du championnat de Géorgie 2006, 2007, 2008
- Champion de Grèce 2009
- Vainqueur de la coupe de Grèce 2006
- Vainqueur de l'Euroligue 2009 et 2013
- Participation au Nike Hoop Summit 2007